# Budionnowskaja
Budionnowskaja (ros. Будённовская) – stanica w Rosji, w obwodzie rostowskim, w rejonie proletarskim. W 2021 liczyła 2025 mieszkańców.